# Francesco Briganti
Francesco Briganti (Deruta, 10 luglio 1873 – Perugia, 12 agosto 1961) è stato un bibliotecario e storico italiano.

## Biografia
Si laureò in Giurisprudenza presso l'Università di Perugia, discutendo delle tesi di storia del diritto, che fu pubblicata; seguendo le tradizioni familiari, si dedicò alla professione di notaio, ma coltivò per tutta la vita i suoi numerosi interessi culturali.
Nel 1901 divenne bibliotecario della Biblioteca Augusta di Perugia, dove dal 1922 fu direttore, rimanendone bibliotecario onorario dopo il suo ritiro.
Grande appassionato di maioliche, fondò nel 1898 il Museo regionale della Ceramica e continuò ad occuparsene per tutta la sua esistenza: partecipò attivamente all'allestimento del primo nucleo del Museo, donando pezzi di sua proprietà e curando i nuovi acquisti. L'intuizione geniale del Briganti fu di finalizzare la ricerca storico-filologica, volta al recupero degli antichi decori della maiolica derutese (la cui memoria si era persa), alla creazione di laboratori nei quali gli artigiani potessero affinare la tecnica e proporre una produzione artistica di alta qualità: una concezione modernissima di museo, non fine a se stesso, ma fortemente connesso con il tessuto socioeconomico del luogo. Grazie a ciò, ebbe inizio a Deruta un'attività che attualmente occupa molti addetti ed è nota in tutto il mondo.
Briganti si dedicò inoltre a studi di storia e di arte, pubblicando scritti su vari argomenti, fra i quali una Guida toponomastica di Perugia, alcune biografie ("Giovanni Andrea Angelini-Bontempi", "La vita e le opere di Mons. Antonio Briganti"), "Città dominanti e Comuni Minori nell'Umbria dell'Alto Medioevo".
Fu conservatore dell'Archivio Storico del Comune di Perugia, membro della Deputazione Umbra di Storia Patria e fu tra gli ideatori della Sagra Musicale Umbra.